# جوزف املانگ
جوزف املانگ (انگلیسی: Joseph Amlong؛ ۱۷ دسامبر ۱۹۳۶ – ۱ ژوئیهٔ ۲۰۱۹) قایقران روئینگ اهل ایالات متحده آمریکا بود.
وی در مسابقات کشوری و بین‌المللی در مجموع برندهٔ ۱ مدال طلا، ۱ مدال برنز شده‌است.